# Takuya Takei
Takuya Takei (jap. 武井 択也 Takei Takuya; ur. 25 stycznia 1986) – japoński piłkarz występujący na pozycji pomocnika. Obecnie występuje w Matsumoto Yamaga FC.

## Kariera klubowa
Od 2008 roku występował w klubach Gamba Osaka, Vegalta Sendai i Matsumoto Yamaga FC.